# Bodenhausen (Wolfhagen)
Koordinaten: 51° 18′ 59″ N, 9° 7′ 58″ O
Bodenhausen war eine Dorfsiedlung in der heutigen Gemarkung der nordhessischen Stadt Wolfhagen, Landkreis Kassel. Der Ort wurde im Jahre 1239 erstmals und 1556 letztmals urkundlich erwähnt. Wann er verlassen wurde, ist nicht bekannt.

## Geographische Lage
Der Ort befand sich etwa 2,5 km südwestlich von Wolfhagen bzw. 1,5 km nordwestlich von Leckringhausen, auf 301 m Höhe am Siegenbach (Alveringhäuser Bach) im Wolfhager Stadtwald. Die genaue Lage der Siedlung ist nicht bekannt, wird jedoch anhand des Flurnamens „Am Bodenhäuser Weg“ und anderer Hinweise in unmittelbarer Nähe der beiden am Siegenbach aufgestauten Fischteiche vermutet. Etwa 2,5 km südwestlich befindet sich die Wüstung Sundern.

## Geschichte
Der Ort wird im Jahre 1239 erstmals schriftlich erwähnt, als Propst Burkhard des Fritzlarer St. Petri-Stifts bekundete, dass Johann von Helfenberg und dessen Brüder, ihr Vaterbruder Eberhard sowie Arnold I. Wolff von Gudenberg, Conrad von Elben und Gumpert von Hohenfels der Kirche auf dem Schützeberg eine „Lata“ neben der Quelle bei Bodenhausen, den Weg nach Geppenhagen und eine Hofstatt mit zwei Äckern und Garten in der Höhe desselben Dorfs übertragen hätten, mit der Bedingung, dass die Landsiedel (Siedler) von Bodenhausen dieser Kirche mit demselben Recht verpflichtet seien wie die von Gasterfeld schon von alters her. Eckhard von Helfenberg besaß im Jahre 1255 noch immer zwei Hufen in „Budenhusen“. 1315 verkaufte der Edelherr Heinrich von Schöneberg dem Tile von Twiste u. a. Besitz in Bodenhausen. 1336 trugen die von Helfenberg dem Landgrafen Heinrich II. von Hessen zwei Mansen in „Bodenhusen“ zu Lehen auf. 1414, nach dem Tod Rudolphs V. von Helfenberg, dem letzten männlichen Vertreter seines Geschlechts, kam dieser Besitz in Bodenhausen als heimgefallenes Lehen gänzlich an die Landgrafschaft. Die Herren Wolff von Gudenberg sind noch 1423 und 1556 als Inhaber von zwei Hufen kurmainzischen Lehens in Bodenhausen bekundet.